# SWA5衝鋒槍
SWA5衝鋒槍是由一間美國民間小槍廠特別武器公司（Special Weapons）所製造的MP5仿製版。

## 設計
SWA5是Special Weapons以MP5作為藍本的一把衝鋒槍，但相比HK原廠製造的MP5，SWA5的內部結構不同及可靠性較差。
SWA5的故障率非常高，最嚴重的問題就是會常常"卡彈"，但經過調查後發現原來只是彈匣不夠緊緻及材質不良，多次裝退之後就會發生變形，導致子彈不能進膛而無法連發，後來更換德國原廠彈匣後此情況已解決。
Special Weapons除了生產SWA5，還有MP-10及民用型SP-10。

## 台灣採用情形
眾所周知，HK MP5衝鋒槍是德國槍廠所製，而德國政府向來對於輸出管制軍火都有相當嚴格的規定。
基本上，被德國視為「有立即戰爭危險」區域的台灣，如果當地軍警單位要取得原廠的MP5，往往比別的國家要多等一些時間，但以現今的狀況而言，也並非沒有辦法得到。早年海軍陸戰隊兩棲偵蒐大隊特勤中隊藉著拉法葉採購案的方便，拿到少量的MP5，憲兵特勤隊也曾經使用一批由巴基斯坦輸出的仿製MP5，如今早已經成為歷史。
有趣的是，陸軍特種部隊、維安特勤隊、憲兵特勤隊、海軍陸戰隊人質解救小隊、台北市刑大特勤中隊等是使用HK原廠製的MP5，但警政署卻使用可靠性較差的SWA5。

## 使用國
- 中華民國
  - 霹靂小組
  - 國安局特勤中心